# Tonnerre (L9014)
Tonnerre (L9014) je vrtulníková výsadková loď Francouzského námořnictva. Jedná se o druhou jednotku třídy Mistral.

## Výzbroj

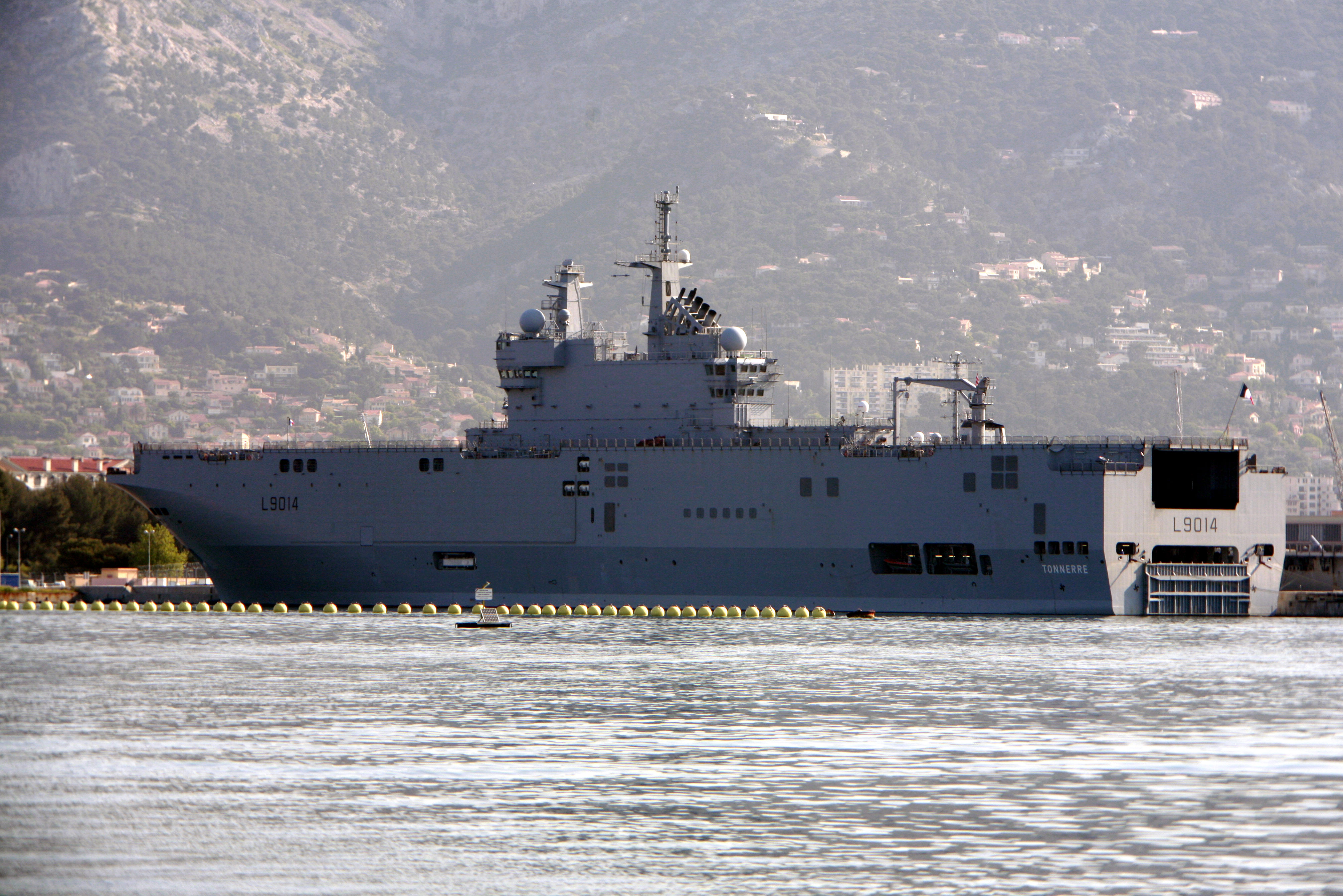
Tonnerre ve francouzském přístavu Toulon v roce 2009

Tonnerre je vyzbrojena dvěma dvojitými raketomety Simbad pro odpalování protiletadlových řízených raket velmi krátkého dosahu Mistral. Dále se zde nachází dva 30mm automatické kanóny Breda-Mauser a čtyři 12,7mm kulomety M2HB. Loď obvykle převáží 450 vojáků (někdy i 900), 70 obrněných vozidel, až 40 tanků Leclerc a několik výsadkových člunů.

## Vrtulníky
Tonnerre může nést 16 těžkých vrtulníků jako např. NH90 nebo 35 lehkých vrtulníků.